# نقشه‌ای از قلب انسان
نقشه‌ای از قلب انسان (به انگلیسی: Map of the Human Heart) یک فیلم سینمایی از کارگردان نیوزلندی، وینسنت وارد محصول سال ۱۹۹۳ است.

## انتشار فیلم
نقشه قلب انسان برای اولین بار در جشنواره فیلم کن ۱۹۹۲ به نمایش درآمد. در استرالیا، این فیلم در ۲۲ آوریل ۱۹۹۳ اکران شد. این فیلم در ۲۹ ژوئن ۱۹۹۴ با عنوان جنگ اژدها در فیلیپین منتشر شد.

## باکس آفیس
این فیلم در گیشه استرالیا ۵۳۹ هزار دلار درآمد کسب کرد.